# Cernay-l'Église
Cernay-l'Église là một xã của tỉnh Doubs, thuộc vùng Bourgogne-Franche-Comté, miền đông nước Pháp.

## Dân số
Điều tra dân số năm 1999, xã này có dân số là 258.
Ước lượng năm 2006 là 259.